# Alfántega (kommunhuvudort)
Alfántega är en kommunhuvudort i Spanien.   Den ligger i provinsen Provincia de Huesca och regionen Aragonien, i den nordöstra delen av landet, 400 km öster om huvudstaden Madrid. Alfántega ligger 239 meter över havet och antalet invånare är 117.
Terrängen runt Alfántega är platt. Runt Alfántega är det ganska glesbefolkat, med 23 invånare per kvadratkilometer. Närmaste större samhälle är Monzón, 9,9 km norr om Alfántega. Trakten runt Alfántega består till största delen av jordbruksmark.